# Leitbake
Die Leitbake (auch Warnbake oder Absperrbake genannt) ist ein Verkehrszeichen und Absperrgerät, das dazu dient, den Verkehrsteilnehmer auf ein Hindernis in der Fahrbahn oder am Fahrbahnrand hinzuweisen und entsprechend daran vorbeizuleiten. Leitbaken werden sowohl wie Leitkegel zur Arbeitsstellensicherung an Straßen, als auch zur Kennzeichnung von dauerhaften Hindernissen oder sonstigen Gefahrstellen (ähnlich einem Leitmal) eingesetzt.
Um die verkehrsführende Wirkung zu verbessern, besitzen Leitbaken eine auffällige Farbgebung mit einer zur Seite abfallenden Schraffur. Zeitweilig verwendete Leitbaken werden in der Regel aus Kunststoff hergestellt, dauerhaft aufgestellte Leitbaken bestehen dagegen aus Metall.

## Begriffsbestimmung
Der Begriff „Leitbake“ ist u. a. in der deutschen Straßenverkehrs-Ordnung aufgeführt. Dort gehört sie als Zeichen 605 gemäß § 43 zu den Verkehrseinrichtungen. In Österreich oder in der Schweiz wird die Leitbake dagegen nicht eigens als Verkehrszeichen in deren straßenverkehrsrechtlichen Verordnungen genannt.
Die Bezeichnung „Warnbake“ wird landläufig mit der Bezeichnung „Leitbake“ gleichgesetzt. Die deutsche Straßenverkehrs-Ordnung trennt diese beiden Begriffe jedoch. Warnbaken besitzen demnach größere Abmessungen als Leitbaken. Die Bezeichnung „Absperrbake“ wird in der Umgangssprache häufig verwendet, eine amtliche Begriffsdefinition hierfür gibt es jedoch nicht.
Zu den Leitbaken werden auch so genannte „Leitplatten“ oder „Leitsäulen“ zugeordnet. Sie besitzen die gleiche Funktion wie Leitbaken, unterscheiden sich allerdings in ihrer Formgebung.

## Bauelemente und Farbgebung
Leitbaken werden weltweit verwendet und besitzen oftmals aufgrund der verschiedenen Normen und Standards eine länderspezifische Form- und Farbgebung. Grundsätzlich bestehen Leitbaken aus einem Bakenkörper (Hohlkörper oder Blech) und einer Aufstellvorrichtung (Fußplatte oder Rohrpfosten). In Deutschland wird zur Aufstellung in der Regel ein Bakenfuß verwendet. Der Bakenkörper zeigt entweder einseitig oder beidseitig eine Warnschraffur, die zur Seite abfällt. Um die Nachtsichtbarkeit zu verbessern, wird die Leitbake in der Regel retroreflektierend ausgebildet.

## Anwendung
Leitbaken eignen sich nur zur Längsabsperrung bzw. Längsführung auf Fahrbahnen. Zur Absperrung oder Absturzsicherung auf Rad- und Gehwegen dürfen Leitbaken nicht verwendet werden. Je nach Erfordernis bzw. Verkehrssituation werden Leitbaken zusätzlich mit Warnleuchten ausgestattet. In Einzelfällen wird auch die Aufstellung einer Warnwinkebake als Vorwarneinrichtung durchgeführt. Zur Verdeutlichung von Leitschwellen und Leitborden können kleinere Leitbaken verwendet werden.
Die Schraffur der Warnbaken fällt immer in Richtung Verkehrsbereich ab. Bei den unten abgebildeten Beispielen fließt der Verkehr also links an der Leitbake vorbei. In der Praxis finden sich jedoch oft falsch aufgestellte Warnbaken mit fehlerhafter Richtung der Schraffur.
Pfeilbaken sind in Österreich und der Schweiz seit längerem im Einsatz. Sie sollen dem Fahrzeugführer die Verkehrsführung noch besser verdeutlichen. In Deutschland kamen Pfeilbaken 2007 versuchsweise zur Anwendung und wurden 2009 in die Straßenverkehrs-Ordnung aufgenommen.

Leitbaken in D-A-CH
Schraffenbake
Pfeilbake
Leitschwelle mit Leitbake

Abbildungen gem. deutscher StVO. Ausführung in Österreich und der Schweiz jedoch sehr ähnlich.

## Normen und Standards
Deutschland
- Richtlinien für die Sicherung von Arbeitsstellen an Straßen (RSA 21)
- Zusätzliche technische Vertragsbedingungen für Sicherungsarbeiten an Arbeitsstellen an Straßen (ZTV-SA 97)
- Technische Lieferbedingungen für Leit- und Warnbaken (TL-Leitbaken 97)

Österreich
- RVS 05.05.40 - Baustellenabsicherung

Schweiz
- SN 640 885c - Signalisation von Baustellen auf Autobahnen und Autostrassen